# Draaiorgel 't Kleine Radio-orgel
Draaiorgel 't Kleine Radio-orgel (ook wel De Kleine Radio of De kleine Radiokast genoemd) is een Nederlands straatorgel dat aan het eind van de jaren twintig van de 20e eeuw door Carl Frei werd gebouwd.
Het orgel had oorspronkelijk 67 toetsen maar telt nu 72 toetsen evenals het zusterorgel De Grote Radiokast. Deze orgels werden zo genoemd omdat er een piccoloregister in een kast buiten de orgelkast was bevestigd. Deze kast leek waarschijnlijk op een radiomeubel.

## Geschiedenis
Het orgel kwam rond 1929 op straat bij orgelverhuurder Möhlmann Amsterdam. In 1967 werd het orgel door Firma E. Pluer verbouwd. Toen werd de gamma van het orgel van 67 tot 72 toetsen vergroot.
In 1979 werden twee scholieren huurder van het orgel en begonnen zij het uit liefhebberij in Castricum te exploiteren. Een van deze scholieren is thans nog steeds eigenaar van het orgel. Het orgel is later nog enkele malen door de Firma E. Pluer gerestaureerd.

## Bron
- F. Wieffering, Glorieuze orgeldagen, 1965, blz. 161-162.